# Иван Русланов
Иван Русланов е български писател и журналист, водещ в БНР на предаванията „Нощен хоризонт“ и „Понеделник вечер“.

## Биография
Роден е през 1991 г. в Костинброд. В родния си град завършва професионална гимназия по ветеринарна медицина и селско стопанство „Св. Георги Победоносец“. Висшето си образование завършва в УНСС, специалност „журналистика“. Две години работи във вестник Стандарт, а от 2013 г. е журналист в БНР Хоризонт. В програма „Хоризонт“ е редактор в предаванията „12+3“ и „Нещо повече“, като е водил своя авторска рубрика „Под 30“. През 2019 г. е редактор на младежкото предаване „Изотопия“. От 2020 г. е водещ на предаването „Нощен Хоризонт“. През март 2022 г. стартира неговото авторско предаване „Понеделник вечер“. Номиниран е за наградата за радиожурналистика "Сирак Скитник" за 2023 г.
Участва в три от радио-романите на националното радио – „Вечер в скрития квартал“, „Пациентът“ и „Седмица след края“. През 2008 г. печели награда за млад автор на годината от Националния клуб за фентъзи и хорър „Конан“. В края на 2010 г. печели конкурса „Търся издател“ на издателство Буквите. Следващата година е издаден първия му роман Черният ангел: Раждането на един от нас. Романът е награден за най-добра художествена книга от български автор на наградите „Книга за теб“ и за герой на годината от Националния клуб за фентъзи и хорър. „Черният ангел“ постига успех и е преиздадена три пъти.
През 2012 г. печели конкурса за кратък фантастичен разказ на името на Агоп Мелконян, а през 2013 г. – първа награда на конкурса „Огънят на Орфей“.
През 2015 г. Русланов печели конкурса „Словото на младите“, благодарение на което и излиза втората му книга – сборникът с разкази Искри човечност. В него са събрани наградени от конкурси творби на автора. От началото на 2016 г. на пазара е третата книга на автора – Среднощни светлини.
През 2017 г. става редактор на книгата „Колелото на историята“ на Денис Олегов. Разказът на Иван Русланов „Признанието на дървения човек“ е включен в юбилейната антология на Съюза на българските писатели по случай 105 години от основаването му.

## Книги

### Романи
- Черният ангел: Раждането на един от нас – 2011
- Среднощни светлини – 2016

### Сборници с разкази
- Искри човечност – 2015

### Съвместни сборници
- ФантАstika 2012 – 2012
- Мечове в града – 2013
- Машина за истории. Антология от фантастични разкази – 2017
- Иде ли? Антология проза – 2018